# Die Gasse der dunklen Läden

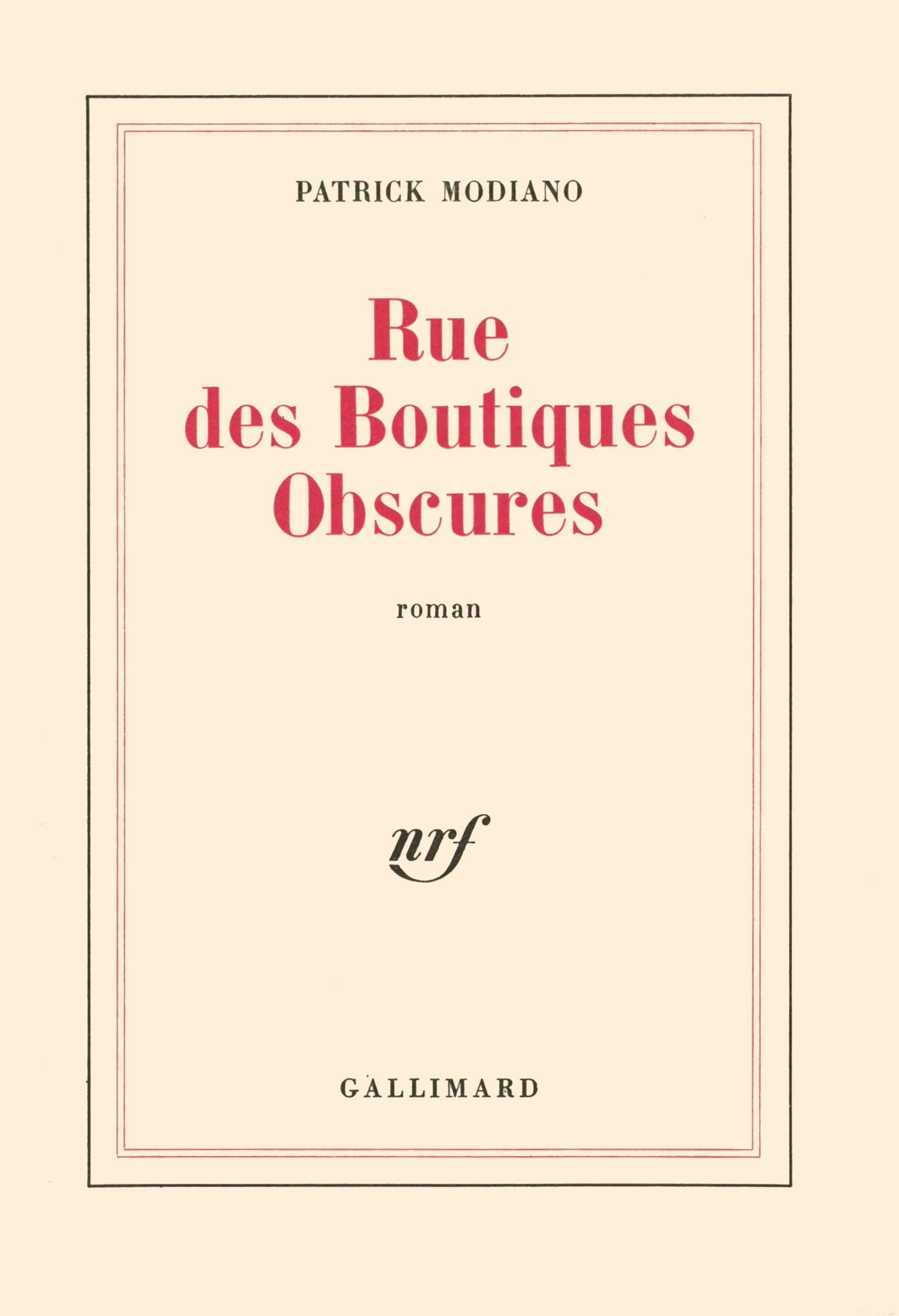
Buchcover im Original

Die Gasse der dunklen Läden (französischer Originaltitel: Rue des Boutiques Obscures) ist ein Roman des französischen Schriftstellers Patrick Modiano. Er erschien im Jahr 1978 in der Programmreihe Collection Blanche der Éditions Gallimard. Die deutsche Übersetzung von Gerhard Heller erschien zuerst 1979 im Propyläen Verlag. Diese Übersetzung wurde auch für spätere deutsche Ausgaben des Romans in anderen Verlagen genutzt: 1984 im Aufbau Verlag und seit 1988 in diversen Ausgaben im Suhrkamp Verlag.

## Inhalt
Paris im Herbst 1965. „Guy Roland“ nennt sich ein Mann, der vor langer Zeit sein Gedächtnis verloren hat. Selbst an den eigenen Namen und seine Herkunft kann er sich nicht mehr erinnern. Bisher hat er in einer kleinen Privatdetektei gearbeitet, aber als diese jetzt schließt – damit setzt die Handlung ein –, begibt er sich auf die Suche nach der eigenen Identität.
Schritt für Schritt, von einer Begegnung zur nächsten, fügt sich ein Bild zusammen. Die Spur führt ihn in die 1940er Jahre, in die Zeit der deutschen Okkupation Frankreichs. Zunächst gibt es eine falsche Fährte: Nein, er ist nicht, wie zuerst vermutet, Freddie Howard de Luz, aber er war mit diesem Freddie befreundet. Die Dinge verkomplizieren sich, da er gleich zwei Namen geführt hat, seinen wirklichen: Jimmy Pedro Stern, und einen Decknamen: Pedro McEvoy. Mehr und mehr setzen einzelne Erinnerungen ein, schließlich kann er das Ereignis, das seine Amnesie ausgelöst hat, wachrufen.
Anfang der 1940er Jahre war er mit seiner Frau Denise und mit Freddie und dessen Frau aus Paris nach Megève geflohen. Bei dem Versuch, von dort aus über die Grenze in die Schweiz zu gelangen, waren Pedro und Denise an die falschen Leute geraten. Wie Pedro überlebt hat, bleibt ungeklärt; Denise blieb für immer verschwunden, vermutlich ermordet.
Pedro kann sich an Einzelheiten ihrer Flucht und ihres Aufenthalts in Megève erinnern, und dennoch bleibt eine Unsicherheit. Aus all den Nachforschungen, Fetzen und Bruchstücken von Erinnerungen „wird am Ende vielleicht ein Leben“, schreibt er, aber „ob es sich um das meine handelt? Oder um das eines anderen, in das ich geschlüpft bin?“

## Hintergrund

### Der Titel
Mehrere Kapitel enthalten nur stichwortartig einzelne Informationen zu den Figuren der Handlung. Auf solch einer „Karteikarte“ zur Hauptfigur, Jimmy Pedro Stern, heißt es, er habe auf dem Meldezettel eines Hotels als seine Adresse angegeben: „Via delle Botteghe Oscure 2“ (Gasse der dunklen Läden, Nr. 2) in Rom.
Anzunehmen ist, dass Modiano mit dem Titel seines Romans auch einen Hinweis auf ein Buch eines Schriftstellerkollegen verbinden wollte. Georges Perec hatte fünf Jahre zuvor, 1973, das Buch La Boutique obscure veröffentlicht.

### Der Übersetzer: Gerhard Heller
Gerhard Heller, Jahrgang 1909, war nach dem Ende des Zweiten Weltkriegs zunächst als Verleger tätig und später ein gefragter Übersetzer. In den Jahren der deutschen Okkupation Frankreichs, von 1940 bis 1944, war er in der sogenannten Propaganda-Staffel und dann in der Deutschen Botschaft in Paris für den Bereich Literatur verantwortlich und damit u. a. auch für die Buchzensur zuständig.
Über die Problematik, dass jemand mit dieser Vergangenheit der Übersetzer eines Autors wird, in dessen Werk allgemein und in dem zu übersetzenden Buch speziell die Okkupationszeit eine zentrale Rolle spielt, war Heller selbst sich im klaren. Es entwickelte sich kurzzeitig sogar eine Korrespondenz zwischen Autor und Übersetzer.

### Das Thema Amnesie
Patrick Modiano: „Ich habe mich schon immer mit Amnesie beschäftigt, einem Thema, das in der Literatur von Giraudoux und Anouilh behandelt wurde und das mir vor allem im amerikanischen Film Noir aufgefallen war. Den Anstoß gab mir ein Film von Mankiewicz. ... Das ist ein Thema, das mich schon immer verfolgt hat.“

### Einige reale Personen
Innerhalb seiner Fiktion lässt Modiano einige reale Personen auftreten:
- (real) Porfirio Rubirosa: (fiktiv) Pedro war dessen Sekretär und Freund.
- (real) Freddie McEvoy[4]: (fiktiv) Freddie Howard de Luz und Pedro McEvoy.
- (real) Galina „Gay“ Orloff[5]: (fiktiv) Freddie Howard de Luz war mit ihr verheiratet.
- (real) Alexandre „Alec“ Scouffi[6]: (fiktiv) Denise hatte eine Wohnung in dem Haus, in dem Scouffi ermordet wurde: 27, rue de Rome, Paris XVII.

## Auszeichnung
Der Roman wurde 1978 mit dem französischen Literaturpreis Prix Goncourt ausgezeichnet.

## Ausgaben
- Patrick Modiano: Rue des Boutiques Obscures. Éditions Gallimard, Paris 1978, ISBN 978-2-07-028383-5.
- Patrick Modiano: Die Gasse der dunklen Läden. Propyläen Verlag, Frankfurt am Main 1979, ISBN 978-3-549-05576-2.
- Patrick Modiano: Die Gasse der dunklen Läden. Aufbau Verlag (Edition Neue Texte), Berlin (DDR) 1984.
- Patrick Modiano: Die Gasse der dunklen Läden. Suhrkamp Taschenbuch Verlag, Berlin 2014, ISBN 978-3-518-46617-9.